# Baharat

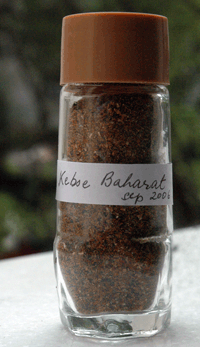
Baharat

Baharat (arabisch بهارات, DMG bahārāt ‚Gewürze‘) ist die Bezeichnung für oft verwendete Gewürzmischungen im arabischen Raum. Wie Curry haben sie keine feste Zusammensetzung, sondern werden in vielen regionalen Varianten und für unterschiedliche Zwecke hergestellt.
Hauptbestandteile von Baharat sind Pfeffer, Chili, Paprika, Koriander, Nelken, Kreuzkümmel, Kardamom, Muskatnuss und Zimt. Das syrische Baharat Saba'a (deutsch: „Sieben-Gewürz“) etwa besteht aus Pfeffer, Kreuzkümmel, Koriander, Kardamom, Gewürznelken, Zimt und Safran, die gemeinsam im Mörser gemahlen werden.
Baharat wird zum Würzen von Fleisch- und Fischgerichten genutzt, aber auch beispielsweise für Kaffee Baharat, einen gewürzten Mokka.